# Mancomunidad de Las Hurdes
La Mancomunidad de Las Hurdes es una mancomunidad española de la provincia de Cáceres. Vinculada a la comarca tradicional de Las Hurdes, fue fundada en 1996 y está constituida por seis municipios: Caminomorisco, Casar de Palomero, Casares de las Hurdes, Ladrillar, Nuñomoral y Pinofranqueado. En los seis municipios hay un total de cuarenta y un núcleos de población reconocidos por el Nomenclátor, de los cuales solamente nueve superan los 150 habitantes: Azabal, Cambroncino, Caminomorisco, Casar de Palomero, Cerezal, Fragosa, Nuñomoral, Pinofranqueado y Vegas de Coria. La capital administrativa está en Nuñomoral, debido a que en una de sus alquerías se encuentra la sede de la mancomunidad y la localidad más poblada es Pinofranqueado.
| Municipio             | Población (hab.) | Superficie (km²) | Densidad (hab./km²) |
| --------------------- | ---------------- | ---------------- | ------------------- |
| Caminomorisco         | 1120             | 147,06           | 7,62                |
| Casar de Palomero     | 993              | 36,91            | 26,9                |
| Casares de las Hurdes | 369              | 20,75            | 17,78               |
| Ladrillar             | 185              | 53,03            | 3,49                |
| Nuñomoral             | 1202             | 94,78            | 12,68               |
| Pinofranqueado        | 1763             | 146,84           | 12,01               |